# Aenictus rhodiensis
Aenictus rhodiensis é uma espécie de formiga do gênero Aenictus.